# Межсоборное присутствие
Межсоборное присутствие Русской православной церкви — совещательный орган Московского патриархата, содействующий высшей церковной власти Русской православной церкви в подготовке решений, касающихся наиболее важных вопросов внутренней жизни и внешней деятельности церкви. По положению о Межсоборном присутствии, ротация должна происходить раз в четыре года.

## История
Определением Поместного Собора 27-28 января 2009 года Священному Синоду была поручена разработка «должного механизма общецерковного обсуждения вопросов, поставленных на заседаниях Поместного Собора». По словам иеромонаха Саввы (Тутунова): «все началось с того, что на Соборе кто-то предложил внести процедуру избрания Патриарха в Устав Русской Православной Церкви, опираясь на тот вариант, который был принят на нашем Соборе. В связи с этим возникла целая дискуссия о роли и месте Собора с участием клириков и мирян в жизни Церкви. Позднее стали подниматься самые различные, подчас комплексные вопросы, касающиеся различных аспектов церковной жизни. И здесь уже избранный Патриарх напомнил о том, что в начале XX века понадобилась многолетняя предсоборная работа, чтобы обеспечить возможность плодотворной дискуссии на Соборе. От себя добавлю, что некоторые из результатов этой работы были востребованы Священноначалием еще в ходе трудов предсоборных органов. Так вот на нынешнем Соборе было принято решение о необходимости обеспечить в межсоборный период общецерковную дискуссию по актуальным вопросам церковной жизни — в первую очередь по тем, которые были подняты на Поместном Соборе».
31 марта 2009 года Священный Синод создал Комиссию по образованию Межсоборного присутствия Русской Православной Церкви.
Комиссия под руководством Патриарха Московского и всея Руси подготовила проект Положения о Межсоборном присутствии, а также предложения по составу, повестке дня и плану работ Присутствия.
27 июля 2009 года, на заседании Священного Синода, проходившем в Киеве, были утверждены: Положение о Межсоборном присутствии Русской Православной Церкви; состав и Президиум этого органа; определён круг вопросов, входящих в его компетенцию. В состав присутствия включены 136 человек. Президиум сформирован в количестве 25 человек.
29 января 2010 года в кафедральном соборном Храме Христа Спасителя под председательством Патриарха Московского и всея Руси Кирилла состоялось первое заседание президиума присутствия. 16 декабря 2010 года открылось второе заседание президиума.
31 января 2011 года решением Священного Синода были внесены изменения Положение о Межсоборном присутствии Русской Православной Церкви.
23 октября 2014 года решением Священного Синода были утверждены изменения в составе Межсоборного присутствия. Членов межсоборного присутствия стало больше — 193 человек.
30 января 2017 года на заседании президиума Межсоборного присутствия было принято решение об изменении структуры комиссий Присутствия: тринадцать комиссий были реорганизованы в семь.
15 октября 2018 года Священный Синод утвердил новый состав Межсобрного присутствия на четырёхлетний период, в который вошло 195 человек: 70 архиереев, 75 священников, 2 диакона, 13 монашествующих, не имеющих сана, 35 мирян.
11 марта 2020 года были утверждены новая редакция Положения о Межсоборном присутствии и обновлённая повестка дня комиссий Межсоборного присутствия.
12 марта 2024 года решением Священного Синода РПЦ были утверждены Состав и президиум Межсоборного присутствия на 2024—2028 годы.

## Задачи
Присутствие предназначено для обсуждения актуальных вопросов церковного бытия:
- богословия,
- церковного управления,
- церковного права,
- богослужения,
- пастырства,
- миссии,
- духовного образования,
- религиозного просвещения,
- диаконии,
- взаимоотношений Церкви и общества,
- взаимоотношений Церкви и государства,
- взаимоотношений Церкви и иных конфессий и религий.

Основной задачей присутствия является предварительное изучение вопросов, рассматриваемых Поместным и Архиерейским соборами, а также подготовка проектов решений по этим вопросам. Решения по предложениям Межсоборного присутствия могут приниматься также Священным Синодом.

## Состав присутствия
1. Председатель — Патриарх Московский и всея Руси.
2. Члены присутствия избираются Священным Синодом из числа архиереев, клириков и мирян.

Состав присутствия пересматривается Священным Синодом по представлению Патриарха Московского и всея Руси раз в четыре года. На 2024 год в состав присутствия входят 175 членов.

## Структура присутствия

### Президиум присутствия
Президиум избирается Священным Синодом.
В составе президиума избирается секретарь присутствия.
Председатели комиссий входят по должности в президиум присутствия.
Секретарь президиума присутствия — митрополит Воскресенский Григорий (Петров).

### Комиссии и рабочие группы
Присутствие или его президиум образуют комиссии и рабочие группы и избирают их состав и руководство из числа членов Межсоборного присутствия.
Комиссии и рабочие группы состоят из:
1. Председателя комиссии или рабочей группы
2. Заместителя председателя комиссии или рабочей группы
3. Секретаря комиссии или рабочей группы
4. членов комиссии или рабочей группы

В состав Межсоборного присутствия входят комиссии:
Комиссия по богословию и богословскому образованию, председатель Мефодий (Зинковский)
Комиссия по церковному управлению, пастырству и организации церковной жизни, председатель Варсонофий (Судаков)
Комиссия по церковному праву, председатель Марк (Арндт)
Комиссия по богослужению и церковному искусству, председатель Константин (Островский)
Комиссия по церковному просвещению и диаконии, председатель Павел (Пономарёв)
Комиссия по организации жизни монастырей и монашества, председатель Георгий (Данилов)
Комиссия по вопросам общественной жизни, культуры, науки и информации, председатель Климент (Капалин)

### Аппарат присутствия
Присутствие имеет свой аппарат.
Руководитель аппарата — секретарь Межсоборного присутствия.
Аппарат финансируются за счет средств общецерковного бюджета.
Аппарат:
- осуществляет делопроизводство присутствия и ведёт его архив;
- обеспечивает практическую подготовку заседаний пленума и президиума присутствия, а также ведение протокола этих заседаний.

При Межсоборном присутствии действует экспертный совет. Состав экспертного совета утверждается и изменяется Священным Синодом по представлению Патриарха Московского и всея Руси.

## Регламент Межсоборного присутствия
Решение о включении вопроса в повестку дня присутствия принимается:
- Поместным собором
- Архиерейским собором
- Священным Синодом.

Вопросы, включенные в повестку дня присутствия, в соответствии с резолюциями Патриарха Московского и всея Руси, направляются в комиссии и рабочие группы.
Патриарх может также принять решение о направлении отдельных вопросов на отзыв предстоятелям, синодам или соборным органам самоуправляемых Церквей, епархиальным архиереям или учреждениям Русской Православной Церкви, а также на обсуждение епархиальных собраний (съездов).
Комиссии готовят заключения по порученным им вопросам.
Заключение комиссии должно содержать:
- конкретные предложения по решению обсуждаемого вопроса
- сводку мнений, выраженных в ходе обсуждения.

Заключения направляются в президиум, который может:
- передать их на обсуждение пленума Межсоборного присутствия;
- представить их на рассмотрение Священного Синода.

Президиум может обсуждать текущие вопросы деятельности присутствия и принимает по ним решения либо представляет их на рассмотрение Священного Синода.
Священный Синод, рассмотрев представленные ему заключения, передает их на рассмотрение Архиерейского или Поместного собора, либо принимает по ним собственное решение.